# Pachitea (flod)
Pachiteafloden (spanska: Rio Pachitea) är en 587,24 km lång flod i Peru, en av de viktigaste bifloderna till den övre delen av Ucayalifloden, som i sin tur är ett av tillflödena till Amazonfloden. Floden Pachitea rinner längs den östra sluttningen av de peruanska Anderna, i den centrala delen av landet, Pasco och Huánuco

## Flodlopp
Río Pachitea börjar 11 km ostsydost om staden Constitución vid sammanflödet av Río Palcazú (vänster) och Río Pichis (höger). Pachiteafloden visar ett starkt meanderbeteende längs hela sin längd. Vid flodkilometer 205 ligger provinshuvudstaden Puerto Inca på flodens högra strand. Vid flodkilometer 140 ansluter den mindre bifloden Río Shebonya från vänster. Denna gjordes berömd av en flygolycka 1971. Picheafloden rinner slutligen in i Ucayalifloden 40 km söder om staden Pucallpa.